# Simfonija št. 7 (Beethoven)
Simfonija št. 7 v A duru, opus 92  Ludwiga van Beethovna (1812) je zgrajena iz štirih stavkov: 
- I. Poco sostenuto — Vivace
- II. Allegretto
- III. Presto
- IV. Allegro con brio

Okviren čas trajanja: 34 - 40 minut.
Na naslovno stran svoje Sedme simfonije je Beethoven napisal »Sinfonia 1812, 13. maja«. Simfonijo je dokončal v času, ko se je Napoleon odpravljal na svoj pogubni ruski pohod. Med nastankom in njeno prvo izvedbo se je odvalil kar velik kos zgodovine: Napoleon je bil v Rusiji poražen in leta 1813 se je vojna med Francozi in ostalimi evropskimi državami preselila v Nemčijo. Simfonija je bila prvič izvedena 8. decembra 1813 na dobrodelnem koncertu za ranjence iz krvave bitke med Napoleonom in nadvojvodo Karlom pri Hanauu. Beethoven je sam dirigiral, v orkestru pa so sedeli največji dunajski virtuozi – seznam priča o dejstvu, da je bila na Dunaju tedaj zbrana smetana tedanjega glasbenega sveta: violinista Ignaz Shuppanzig in Johann Hummel, violončelist Anton Romberg in kontrabasist Domenico Dragonetti, tolkala pa sta igrala Giacomo Meyerbeer in Antonio Salieri. Koncert je bil največji Beethovnov uspeh do tedaj. Po njem je postal na Dunaju zares priljubljen – vendar ne zaradi mojstrske Sedme simfonije, ampak zaradi izvedbe bučne skladbe La battaglia di Wellington v čast Wellingtonove zmage nad Francozi v bitki pri Vitorii v Španiji. Sedma simfonija pa je kot svojevrsten Beethovnov poklon ritmičnemu elementu v glasbi osvojila glasbeni svet. Delo kar prekipeva od živahnih plesnih obrazcev in radostne energije (Richard Wagner jo je označil za »apoteozo plesa«), v njem pa najdemo tudi sled ruskih ljudskih napevov in motive, ki jih je rodila francoska revolucija. Simfonija se začne z resnobnim uvodom, celoten sonatni stavek v šestosminskem taktu pa zaznamuje punktirana ritmična figura. Najznamenitejši del simfonije je Allegretto, otožna koračnica, v kateri je Beethoven z ostinatnim ponavljanjem arhaičnega daktilskega ritma ujel valovno dolžino človekove pretresenosti nad lastno minljivostjo, ki jo hkrati poglablja in odrešuje zavest o lepoti življenja. V Triu hitrega Scherza zazveni romarska pesem; Beethoven je slišal, da so jo peli romarji v češkem zdravilišču Teplice, kamor je leta 1811 odšel iskat zdravja in kjer je povečini zložil simfonijo. Zadnji stavek je sonatni rondo, radosten izbruh neukrotljive energije, v katerem se gibki uvodni motiv preobrača skozi harmonske sklope v dramatični napetosti, ki jo ustvarjajo hitri punktirani ritmi. Padajoča melodija v podvojenih šestnajstinkah kot most vedno znova pripelje v zmagoslavni A-dur. 